# Инар, Франсуа
Франсуа́ Ина́р (фр. François Hinard; 27 сентября 1941, Нёйи-сюр-Сен — 19 сентября 2008) — французский антиковед, изучавший историю поздней Римской республики.

## Биография
Преподавал в Университете Париж X, Университете Ле-Мана, Университете Лилль III, Специальной военной школе Сен-Сира, Университете Кан Нижняя Нормандия (1983—1989), Университете Париж IV — Сорбонне (1989—2008). Занимал пост ректора академии Реймса (1995—1999).
Автор и переводчик 11 книг, автор более 40 статей.

## Книги
Наиболее известны его труды:
- Les Proscriptions de la Rome républicaine. Roma, 1985.
- Sylla. Paris, 1985.
- Histoire de Rome. Des origines à Auguste. Paris, 2000.

## Издания на русском языке
- Сулла. Ростов н/Д: Феникс, 1997. ISBN 5-222-00087-7.